# Плейстоценовый парк
Плейстоце́новый парк (якут. Плейстоцен паарката) — заказник на северо-востоке Якутии в нижнем течении Колымы, в 30 километрах к югу от посёлка Черский, в 150 км к югу от побережья Северного Ледовитого океана. Создатель и научный руководитель заказника — российский эколог Сергей Афанасьевич Зимов. В последние годы парком руководит его сын — Никита Зимов.
В заказнике проводится эксперимент по воссозданию экосистемы «мамонтовых тундростепей» плейстоцена, существовавшей на больших территориях Северного полушария во времена последнего оледенения.
Мамонтовые тундростепи, предположительно, были в десятки раз более продуктивными, чем существующие сейчас на их месте лесотундровые и болотисто-тундровые биоты. В результате вымирания крупных травоядных около 10—12 тыс. лет назад (мамонт, шерстистый носорог, степной зубр, большерогий олень и др.) система деградировала до нынешнего состояния. По мнению многих учёных, существенную или даже решающую роль в этом вымирании сыграли охотники верхнего палеолита.
Идея плейстоценового парка состоит в интродукции сохранившихся видов мегафауны с целью воссоздания почв и ландшафтов, характерных для мамонтовых тундростепей, что должно привести к воссозданию высокопродуктивного травяного покрова. На территории парка живут якутские лошади, северные олени, лоси, овцы, овцебыки, яки, бизоны, зубры, верблюды.
В 1997 году часть территории заказника была окружена по периметру (около 20 км²) изгородью из жердей. В настоящее время территория заказника составляет 144 км² (из них огорожено лишь 20 км²). Его основатель, Сергей Зимов, планирует добиваться увеличения территории до 750 км², однако в настоящее время даже имеющаяся площадь не освоена в полной мере.
В 2006 году Правительство Республики Саха (Якутии) и компания «АЛРОСА» смогли обеспечить перевозку 30 молодых лесных бизонов, подаренных правительством Канады, но в другой парк — «Ленские столбы» (Усть-Буотама). В 2011 году вместо лесных бизонов были интродуцированы зубры.
Всего в парке, по состоянию на 2022 год, на огороженной территории обитают около 150 копытных животных (верблюды, лошади, бизоны, овцебыки, лоси, овцы, олени), живущие на вольном выпасе.
Проект финансируется за счёт спонсорской поддержки, научных грантов, краудфандинга.

## Экология мамонтовых прерий

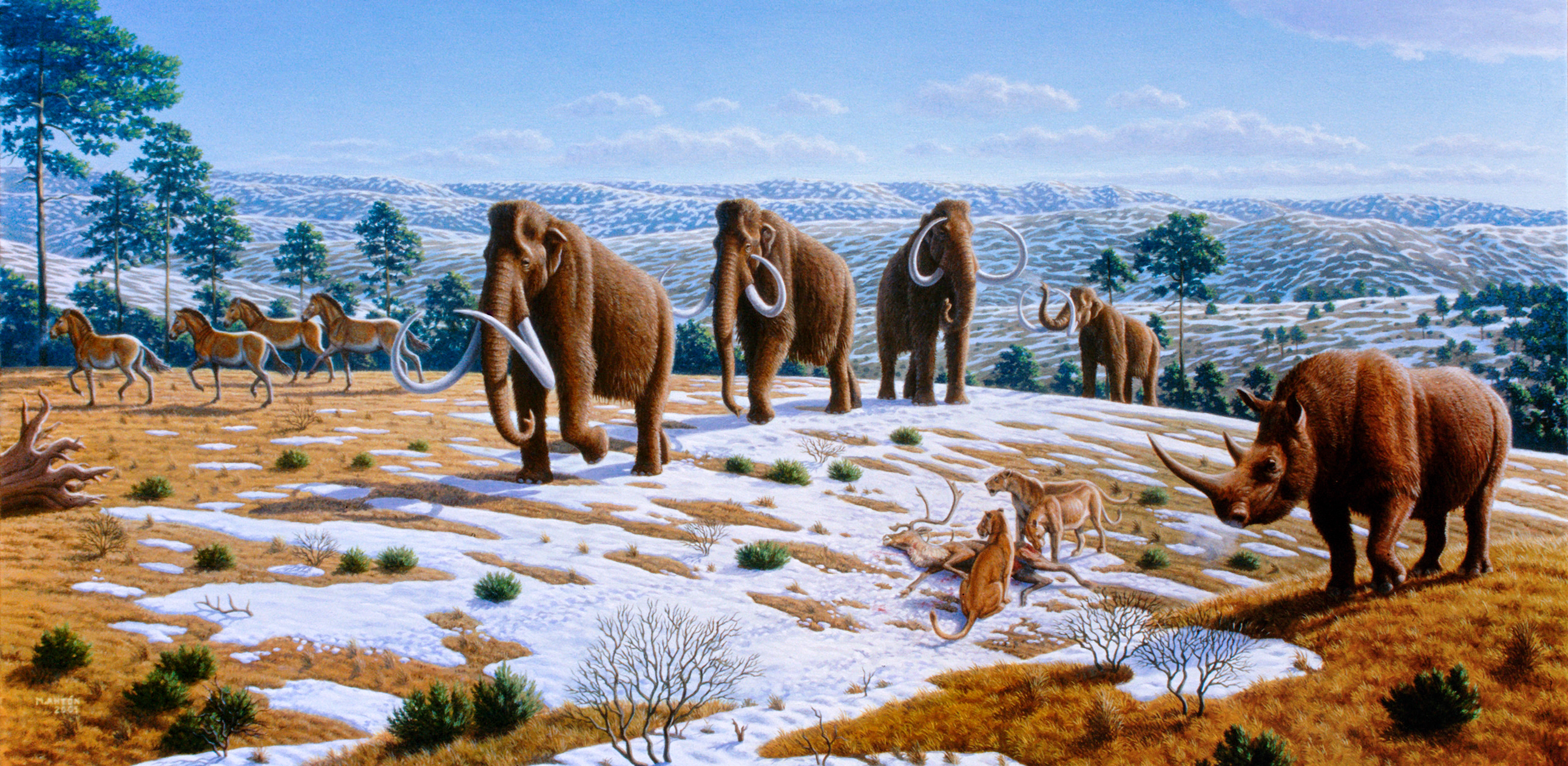
Тундростепь эпохи последнего оледенения: (слева направо) дикие лошади, мамонты, пещерные львы над тушей северного оленя, шерстистый носорог

Мамонтовые прерии или тундростепь — не существующая более экосистема полярных областей Евразии и Северной Америки эпохи плейстоцена. Характерной чертой мамонтовых прерий было изобилие крупных животных — по оценке современного исследователя, «картина животного мира тех холодных степей… напоминала современную саванну экваториальной Африки». В фауну тундростепей входили шерстистые мамонты, шерстистые носороги, бизоны, овцебыки, дикие лошади и верблюды, северные и гигантские олени, пещерные львы, гиены, четыре вида волков и многие другие животные. Численность зверей была очень велика — так, по подсчётам Н. К. Верещагина, одних мамонтов на крайнем северо-востоке Сибири насчитывалось от 40 до 60 тысяч голов. По свидетельству Якова Санникова, почва некоторых островов Северного Ледовитого океана целиком была сложена из костей древних животных.
Столь большое количество крупных животных могло прокормиться в приполярных областях благодаря тому, что вместо современной тундры и тайги существовала совершенно другая экосистема. Особенностью тундры является то, что мёртвые растения в ней почти не разлагаются, как это происходит в более тёплых широтах, а уходят в вечную мерзлоту. В результате органические вещества безвозвратно теряются: «пониженная активность микрофлоры обусловливает бедность тундровых почв азотом и приводит к накоплению в верхнем горизонте оторфяных растительных остатков» (МСЭ). Но если бедность тундровых почв компенсировать внесением азотных удобрений, например, навоза, то на месте скудных мхов и лишайников появляются быстрорастущие и высококалорийные злаковые растения.
Многочисленные травоядные «мамонтовой фауны» съедали растительность доисторической тундры раньше, чем та успевала превратиться в «оторфованные растительные остатки», и возвращали в почву (в виде навоза) необходимую растениям органику. Как следствие, равнины ледниковой Евразии были покрыты высокоурожайными лугами, кормившими миллионные стада копытных. Можно видеть, что «ледниковый» биоценоз представлял собой богатую и продуктивную экосистему, чьё существование полностью зависело от населявших её крупных травоядных.
Современным аналогом этой экосистемы является не тундра, а африканская саванна. Хотя тёплый сезон в арктических областях длится всего несколько месяцев, биопродуктивность тундростепей была близкой к тропическим саваннам. Это объясняется тем, что круглогодичного роста трав в африканских саваннах нет — большую часть года занимает длинный сухой сезон. К тому же летом световой день в Арктике значительно длиннее, чем в тропиках (солнце светит практически круглые сутки). В высоких широтах также нет мощнейшего конкурента растительноядных млекопитающих Африки — термитов и муравьев-жнецов (их биомасса в тропиках не уступает биомассе крупных копытных). В силу указанных причин, прирост злаков и количество крупных животных в тундростепи был сопоставим показателям саванны.

## Плейстоценовый парк в Якутии

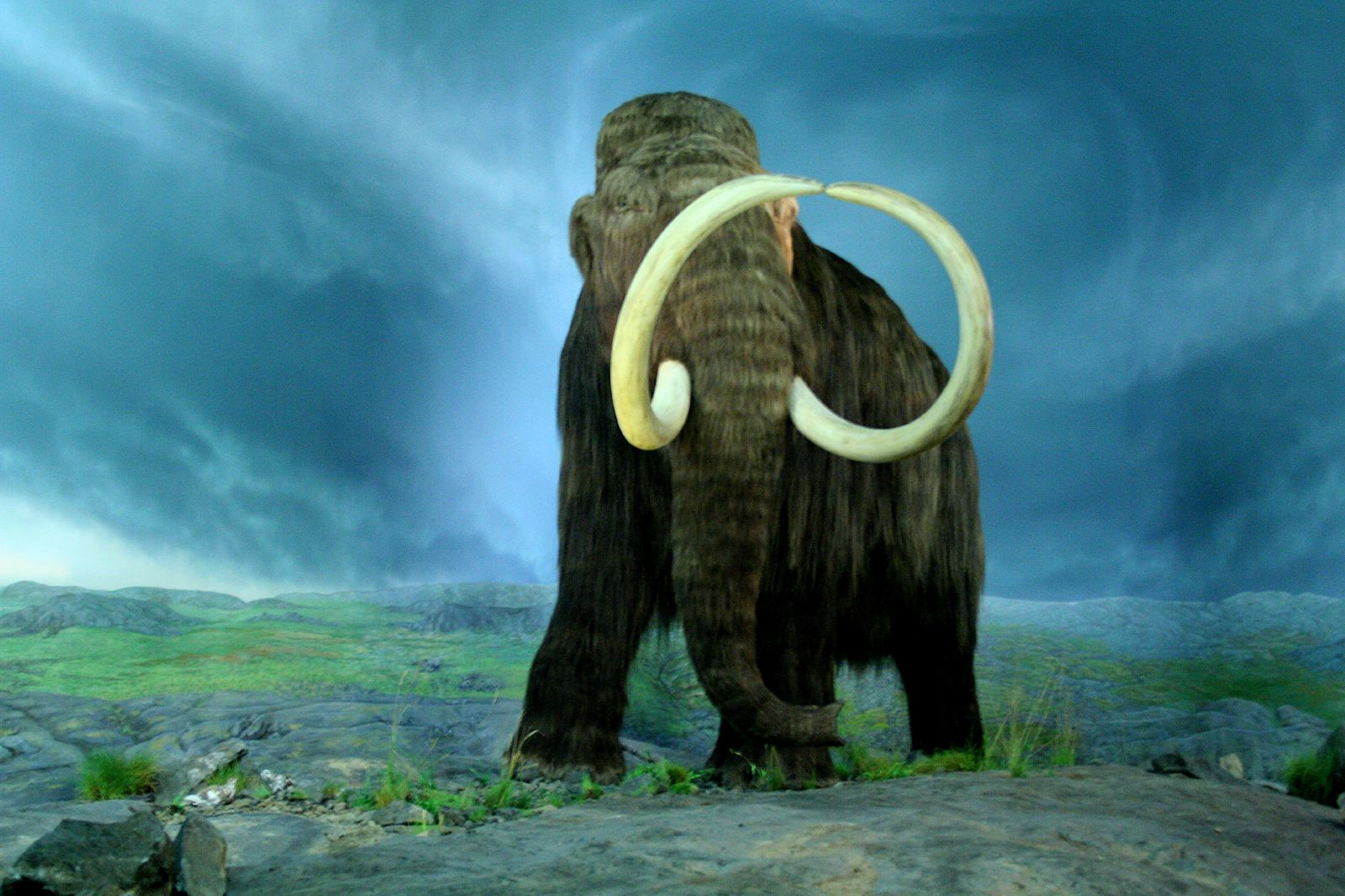
Некогда мамонты населяли огромные пространства

По мнению некоторых биологов, превращение мамонтовых степей в современную заболоченную тундру, ставшее следствием гибели фауны крупных и средних млекопитающих, не является необратимым. Известно, что выпас скота в тундре приводит к обратному процессу — на месте съеденных животными мхов появляются травы, почва становится суше. В силу этого существует возможность частично восстановить прежний богатый биоценоз путём реинтродукции в тундре крупных копытных, некогда населявших тундростепь.
Эту задачу пытается разрешить плейстоценовый парк, созданный в Якутии силами Сергея Афанасьевича Зимова и его сына Никиты. В 1980-е годы на севере Якутии, в нижнем течении Колымы, Зимов начал уникальный экологический эксперимент по восстановлению экосистемы мамонтовой степи.

Степные экосистемы играли важную климатообразующую роль. В холодные эпохи почвы степей, и особенно почвы мамонтовой тундростепи, являлись основным наземным хранилищем и поглотителем углерода, а при потеплении климата тысячи миллиардов тонн углерода высвобождались обратно в атмосферу. Высокое альбедо степей помогало отражать значительную часть солнечного тепла. Высокая продуктивность и транспирация степей позволяла держать почвы сухими и предотвращала образование болот, поэтому глобальная эмиссия такого важного парникового газа, как метан, в атмосферу была низкая.
— Плейстоценовый парк

### Животный мир
В 1988 году на участке тундры в 160 км² было выпущено стадо якутских лошадей, которое успешно прижилось (их около 40 в настоящее время). За прошедшие годы, как пишет научный обозреватель «Новостей науки» А. Марков, «Растительность на территории парка начала меняться. Животные расчистили заросли бурьяна и кустарников, расправились с многолетними залежами сухой мёртвой травы, удобрили почву навозом. Это способствовало росту сочных, богатых белками трав». Фактически лошади восстановили кусочек древней мамонтовой степи. К лошадям добавились лоси, олени, медведи. Результаты эксперимента оказались столь интересными, что по ним был написан ряд статей в журналах «Nature» и «Science».
Большие надежды были связаны с возможностью поселить в Плейстоценовом парке, вместо вымершего древнего бизона (Bison priscus), сохранившегося в Америке лесного бизона (Bison bison athabascae). В 2006 году, после долгих переговоров, в Якутию привезли стадо из 30 молодых лесных бизонов, подаренных правительством Канады, однако по решению Правительства Республики Саха (Якутии) их поселили не в Плейстоценовом парке, куда первоначально они должны были быть направлены, а в парке «Усть-Буотама», расположенном южнее. В связи с этим, вместо американских лесных бизонов, по финансовым и иным причинам, весной 2011 года плейстоценовый парк пополнился 5 европейскими зубрами из Приокско-Террасного заповедника. К сожалению, к настоящему времени (2019 год) выжил только 1 самец зубра, который смог приспособиться к непривычной для него жизни в суровой дикой природе Крайнего севера Якутии. В зависимости от адаптации зубров к условиям якутской лесотундры они (если не приживутся) будут заменены американскими лесными бизонами либо (если приживутся) останутся в заповеднике в качестве «заменителей» древнего бизона, так как в проекте важна не чистота ДНК, а занятость соответствующей экологической ниши. Кроме того, в сентябре 2010 года в плейстоценовом парке появились овцебыки, завезенные с о. Врангеля, а весной 2011 года были реинтродуцированы маралы. Овцебыки прижились, их в настоящее время 3 или 4, но все они оказались самцами, летом 2023 года планируется дополнительная экспедиция на о. Врангеля для отлова овцебыков.

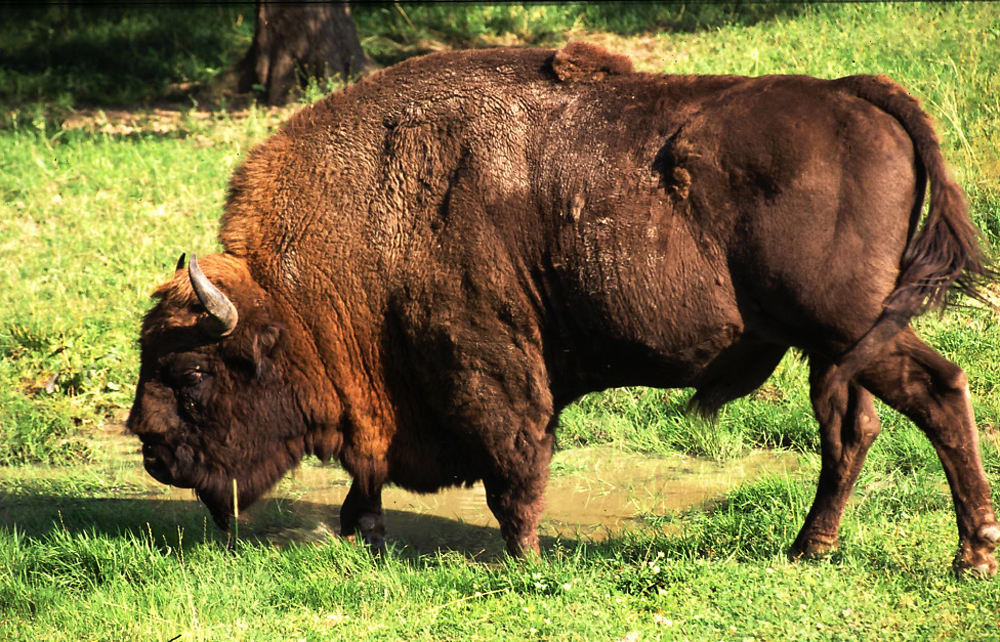
Зубр — ключ к восстановлению тундростепи

В 2019—2021 годах в Плейстоценовый парк были завезены 2 группы степных бизонов, доставленных с фермы по разведению Ditlevsdal Bison Farm в Дании. Бизоны хороши прижились на новом месте, у них уже появилось потомство, при этом бизоны не приходят зимой к людям за подкормкой, полностью живут на вольном выпасе, без помощи человека, в настоящее время (2023 год) их в парке 24. Наиболее успешно в парке прижились двугорбые верблюды, завезённые также в 2021 году, их 10 особей.
Домашние овцы и козы были завезены в 2017—2021 годах, для поедания тех видов растительности, которой не питаются другие копытные, их в парке содержится несколько десятков, но, чтобы выжить зимой, они получают подкормку от сотрудников парка.
Домашние яки, завезенные из района оз. Байкал в 2017 году, также прижились в парке, в настоящее время их 8 особей.
Лоси являются аборигенным видом в парке, питаясь кустарниковой ивой, точная их численность не учитывается из-за миграций. В парк также завезены домашние северные олени, их около 20-30.
Для создания сбалансированного саморегулирующегося биоценоза в Плейстоценовом парке, в будущем предполагается интродуцировать амурских тигров (в дополнение к обитающим в окрестностях волкам и медведям). Пока, из-за низкой численности копытных, хищники на огороженной территории парка нежелательны, заходят только медведи, но они не нападают на крупных копытных. Помимо перечисленных, в дальнейшем возможно поселить в плейстоценовом парке диких яков, населявших Якутию в древности.

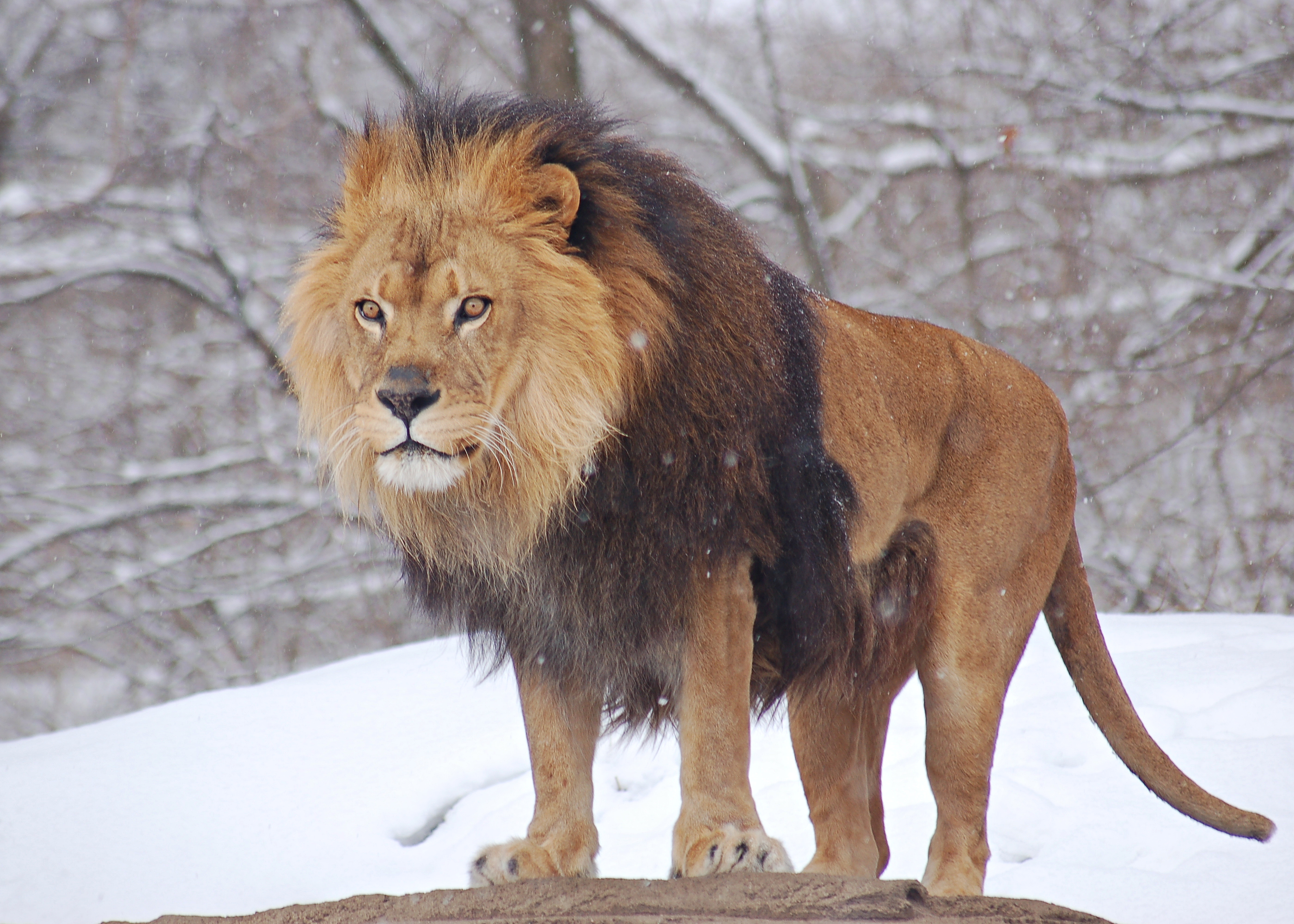
Вопреки распространённому мнению, львы не боятся холода

## Возможности клонирования вымерших животных
Поскольку в вечной мерзлоте сохранились целые туши гигантских животных ледникового периода, в будущем предположительно возможно восстановление недавно вымерших видов, чьи останки содержат генетический материал. Мягкие ткани в таких находках сильно разрушены, в силу чего клонировать мамонтов или шерстистых носорогов с помощью существующих на сегодня технологий пока невозможно. Это связано с тем, что учёным неизвестно количество парных хромосом в ядрах клеток вымерших животных, из-за чего невозможно вычислить их геном.
Японский учёный Тэрухико Вакаяма (яп. 若山照彦) планирует получить живого мамонта с помощью своей методики клонирования животных из надолго замороженных клеток. Летом 2011 года он намеревался отправиться в Сибирь, чтобы найти образец мягких тканей мамонта, пригодный для клонирования. В случае успеха ядра из клеток мамонта перенесут в яйцеклетку африканского или индийского слона. Генетические материалы слона и мамонта различаются незначительно, и сравнительно небольшие изменения слоновой ДНК (с помощью сохранившейся ДНК мамонта) могли бы воскресить крупнейшее животное плейстоцена и приоткрыть тайну исчезновения животных. Подобные опыты уже проводились в 1990-е годы, но не принесли результатов. Доктор Вакаяма уверен, что сегодняшний уровень развития технологий генной инженерии и его новейшая методика существенно повышают шансы на успех.

Извлечённый из многолетней мерзлоты Киргиляхский мамонт

Учитывая быстрый прогресс генной инженерии, есть вероятность, что в ближайшем будущем получится воскресить некоторых представителей вымершего животного мира.
Это направление, получившее широкое освещение в прессе, часто подвергается научной критике. Многие учёные отвергают возможность клонирования вымерших животных в принципе или как минимум в обозримом будущем. Исследования показали, что даже хорошо сохранившиеся останки из вечной мерзлоты не содержат пригодного для клонирования или генетических манипуляций материала — речь идёт лишь о следовых количествах полностью разрушенной ДНК. Ткани, подвергнутые захоронению в вечной мерзлоте, теряют свою клеточную структуру из-за разрушения клеточных мембран, а содержащиеся в них молекулы ДНК подвергаются сильным постмортальным изменениям, включая распад цепочек нуклеотидов на отдельные фрагменты, случайные мутации в «горячих точках» и контаминацию генетическим материалом почвенных бактерий и грибков Таким генетическим материалом невозможно воспользоваться напрямую даже для секвенирования генома исследуемого вида. Для создания же из ископаемой ДНК генетического материала, пригодного для клонирования, необходимо сначала реконструировать полную последовательность по сохранившимся отдельным обрывкам цепочек нуклеотидов, восстановить последовательности нуклеотидов на повреждённых или подвергшихся постмортальным мутациям участках, а затем на основе полученной последовательности собрать «рабочую» молекулу ДНК — современным технологиям очень и очень далеко до подобного.
Впрочем, восстановление некоторых вымерших видов не должно обязательно быть клонированием — вероятно, возможно вывести «псевдомамонтов» из слонов с помощью генного модифицирования и селекции.

## Экономическая целесообразность плейстоценового парка
Россия является страной с экстремальным климатом, большая часть которой непригодна для ведения сельского хозяйства (60 % территории России — вечная мерзлота). Огромные слабозаселённые (или совсем не заселённые, как плато Путорана) пространства Севера хорошо подходят для восстановления первоначальной природы России — с изобилием крупных копытных и хищников.
Восстановление экосистем с полноценными трофическими связями и комплексным взаимодействием между десятками видов растений, многими видами травоядных, специализированными на том или ином растительном корме, и многими видами хищников позволит получать доходы не только от туризма, но и вести рациональную охоту. Как показывает опыт африканских заповедников, африканская саванна (единственная сохранившаяся сегодня на Земле полноценная экосистема «плейстоценового» типа) обладает очень высокой биологической продуктивностью.
Тем большей является выгода от восстановления мамонтовых степей на территории сегодняшней тундры. Также важна роль парков плейстоценовой природы для будущего биосферы как резерватов вымирающих сегодня диких видов, потерявших практически все прежние области обитания. К таким видам относятся дикий як, дикий двугорбый верблюд, лошадь Пржевальского, дзерен, сибирский красный волк, азиатский гепард, дальневосточный леопард, амурский тигр.

## Животные якутской мегафауны
Подобно тигру, лев не является только тропическим животным, а приспособлен к обитанию во всех климатических зонах. Но в умеренных широтах он был некогда истреблён, сохранившись лишь в Африке и Индии. На всей территории России сравнительно недавно обитали пещерные львы, мало отличающиеся от львов современных. Сегодня вымерших пещерных львов могли бы заменить африканские львы. Эти львы прижились в Новосибирском зоопарке, где «с 1968 года содержатся на открытом воздухе круглый год, при перепадах температур от +36 °C до −49 °C». При этом «взрослые львы, и малыши чувствуют себя зимой хорошо. За последние 40 лет в зоопарке родилось более 60 львят». Однако, выжить в суровом климате Арктики львы смогут только при большой численности копытных, в зоопарке их кормят люди. Вероятно, многие другие животные, которые априорно считаются способными жить лишь в тёплом климате, реально представляют собой уцелевшие тропические формы видов, занимавших некогда гораздо более широкий ареал — вплоть до берегов Северного Ледовитого океана. Соответственно, они могут быть успешно акклиматизированы в России в качестве замены уничтоженных животных ледникового периода.
В таблицах ниже жирным курсивом обозначены вымершие животные, которых в настоящее время невозможно заменить родственными видами. Жирным шрифтом обозначены животные, которые могут быть возвращены в природу Якутии из других мест или заменены родственными видами. Сохранившиеся в фауне Якутии или успешно реинтродуцированные виды набраны обычным шрифтом.

### Копытные и хоботные
| Название животного                           | Состояние                    | Перспектива разведения в парке |
| -------------------------------------------- | ---------------------------- | --- |
| Мамонт (Mammuthus primigenius)               | Вымер везде                  | Предполагается возможность восстановления в будущем методами генной инженерии. Либо можно заменить азиатским слоном. |
| Шерстистый носорог (Coelodonta antiquitatis) | Вымер везде                  | Предполагается возможность восстановления в будущем методами генной инженерии. |
| Древний бизон (Bison priscus)                | Вымер везде                  | Весной 2011 года были завезены 5 европейских зубров (Bison bonasus) из Приокско-Террасного заповедника, первую зиму пережил только один и к 2020 году успешно акклиматизировался. В июне 2019 года в Плейстоценовый парк были завезены 12 степных бизонов с датской фермы Дитлевсдаль.     |
| Дикий як (Bos grunniens)                     | Сохранился в других регионах | Сохранился в Тибете, может быть реинтродуцирован. В июне 2017 года в Плейстоценовый парк были завезены 10 домашних яков из Иркутской области. |
| Ленская лошадь (Equus lenensis)              | Вымер везде                  | Заменена в парке одичавшей домашней якутской лошадью. В будущем возможна замена лошадью Пржевальского (Equus przewalsky). |
| Кианг (Equus kiang)                          | Сохранился в других регионах | Сохранился в Монголии и Китае, может быть реинтродуцирован в Якутии. |
| Верблюд Кноблоха (Camelus knoblochi)         | Вымер везде                  | Заменён диким двугорбым верблюдом (Camelus bactrianus), сохранившимся в Монголии и Китае. |
| Овцебык (Ovibos moschatus)                   | Сохранился в других регионах | Сохранился в Америке, успешно реинтродуцирован в арктических областях России. В сентябре 2010 были реинтродуцированны 6 овцебыков в Плейстоценовом парке, все самцы. По состоянию на 2020 год осталось 4.                                                                                  |
| Северный олень (Rangifer tarandus)           | Сохранился в Якутии          | Имеется в Плейстоценовом парке |
| Благородный олень (Cervus elaphus)           | Сохранился в других регионах | Вымер в Якутии, но сохранился в более южных регионах (например в Приморье и на Алтае). Была попытка реинтродукции алтайского подвида благородного оленя в 2011 году (марал), но животные сбежали, перепрыгнув через забор.                                                                 |
| Лось (Alces alces)                           | Сохранился в Якутии          | Имеется в Плейстоценовом парке. |
| Сайгак (Saiga tatarica)                      | Сохранился в других регионах | Сохранился в степях Центральной Азии. Сайгаки идеально приспособлены к арктическим холодам, но не могут жить в местах с глубоким снежным покровом. В Плейстоценовом парке сайгак может быть поселён после крупных травоядных, которые, разгребая снег, помогали бы сайгакам добывать корм. |
| Снежный баран (Ovis canadensis)              | Сохранился в других регионах | Сохранился в Северо-Восточной Азии (Сибирь и Дальний Восток) и Северной Америке. Может быть реинтродуцирован в Плейстоценовом парке. |
| Сибирская косуля (Capreólus pygárgus)        | Сохранился в других регионах | Вымерла на территории Якутии, но сохранилась в других районах Сибири. Может быть реинтродуцирована в Плейстоценовом парке. |
| Тур (Bos primigenius)                        | Вымер в дикой природе        | Вымер в дикой природе (в частности, в Южной Якутии), искусственным отбором из данного вида выведены многочисленные породы крупного рогатого скота. В настоящее время ведутся работы по восстановлению тура селекционными методами.                                                         |
| Дзерен (Gazella gutturosa)                   | Сохранился в других регионах | Возможно, обитал в степях Южной Якутии. Сохранился в степях и полупустынях Монголии и Китая (провинции Внутренняя Монголия, Ганьсу). Может быть поселён в малоснежных районах. |

### Хищные
| Название животного                       | Состояние                    | Перспектива разведения в парке |
| ---------------------------------------- | ---------------------------- | --- |
| Пещерный лев (Panthera spelaea)          | Вымер везде                  | Может быть заменен одним из подвидов современного, близкородственного пещерному, льва — например, азиатским львом (Panthera leo persica). |
| Тигр (Panthera tigris)                   | Сохранился в других регионах | При условии восстановления нормальной плотности и численности диких копытных в Якутии могут быть реинтродуцированы амурские тигры. Черепа тигра среднеплейстоценового возраста обнаружены в отложениях островов Северного Ледовитого океана на крайнем севере Якутии. В средние века амурские тигры заходили в Центральную Якутию. Последний такой заход молодых самцов в Южную Якутию в поисках новых территорий зафиксирован в XX веке. В обозримом будущем рассматривается возможность поселить амурских тигров в Плейстоценовом парке. |
| Рысь (Lynx lynx)                         | Сохранился в Якутии          | Имеется в Плейстоценовом парке. |
| Волк (Canis lupus)                       | Сохранился в Якутии          | Сохранился в Якутии, зафиксированы случаи заходов в Плейстоценовый парк. |
| Красный волк (Cuon alpinus)              | Сохранился в других регионах | Сохранился в Восточной Азии (в частности, встречался на Дальнем Востоке в XX веке). Может быть реинтродуцирован в Якутию при условии восстановления нормальной численности копытных. |
| Бурый медведь (Ursus arctos)             | Сохранился в Якутии          | Имеется в Плейстоценовом парке. |
| Росомаха (Gulo gulo)                     | Сохранился в Якутии          | Имеется в Плейстоценовом парке. |
| Рыжая лисица (Vulpes vulpes)             | Сохранился в Якутии          | Имеется в Плейстоценовом парке. |
| Песец (Alopex lagopus)                   | Сохранился в Якутии          | Имеется в Плейстоценовом парке. |
| Пещерная гиена (Crocuta crocuta spelaea) | Сохранился в других регионах | Согласно последним исследованиям, пещерная гиена (проживавшая, в частности, в Южной Якутии) родственна пятнистой гиене (и, по-видимому, является подвидом последней). Вероятно, может быть реинтродуцирована. |
| Малый пещерный медведь (Ursus rossicus)  | Вымер везде                  | Может быть заменён гималайским медведем либо барибалом. |

## Спорные аспекты
Критики проекта заявляют, что имеется опасность того, что интродукция чуждых видов может повредить уже имеющейся хрупкой экосистеме тундры. Однако автор проекта возражает: «Тундра — это не экосистема. Таких систем на планете не было, и нечего тундру лелеять. Конечно, глупо вместо тундры создавать пустыню, но если на той же самой территории будет степь, то это, безусловно, улучшит экологию. Если там будет бегать больше оленей, песцов, быков, то природа от этого только выиграет. И человек тоже. Однако опасность всё равно существует, безусловно, надо быть очень осторожными. Если речь идёт о возрождении степей, то, например, мелких животных действительно опасно выпускать без контроля. Что касается бизонов и зубров — опасности нет, так как их очень легко истребить»..
Во-вторых, высказывалось сомнение в том, что большинство видов возможно будет интродуцировать в столь суровых условиях. К примеру, те же якутские лошади, несмотря на то, что живут в парке несколько поколений, по мнению некоторых наблюдателей, без участия человека не выжили бы. Они нормально переносят −60 °C , но вот с обилием снега справляются плохо.